# Sverre Eng
Sverre Thorstein Eng, född 30 juli 1928 i Skånland, Troms fylke, är en norsk-svensk ingenjör.
Eng, som är son till lantbrukare Sven Eng och Therese Andreasen, utexaminerades från Chalmers tekniska högskola 1953, studerade vid Stanford University 1957 och vid University of California i Irvine 1965–1967 samt blev teknologie licentiat och teknologie doktor vid Chalmers tekniska högskola 1967. Han blev docent i fasta tillståndets elektronfysik där 1968. Han var avdelningschef på forskningslaboratoriet vid Hughes Aircraft Company i Kalifornien 1956–1967, vetenskaplig medarbetare på North American Rockwell Corporation i Kalifornien 1967–1971 och professor i elektrisk mätteknik vid Chalmers tekniska högskola från 1971. 
Eng har utgivit internationella skrifter inom områdena laserelektrooptik, fasta tillståndets elektronik och mikrovågsteknik. Detta forskningsarbete ledde bland annat till flera nya komponenter för USA:s Surveyor- och Apollo-rymdprogram. Han invaldes som ledamot av Kungliga Ingenjörsvetenskapsakademien 1981 och av Norges Tekniske Vitenskapsakademi 1988.